# Fagiano Okayama
Der Fagiano Okayama Football Club (jap. ファジアーノ岡山FC, Fajiāno Okayama Efu Shī) ist ein japanischer Fußballclub aus Okayama, der Hauptstadt der Präfektur Okayama und spielt in der Saison 2025 erstmals in seiner Vereinsgeschichte in der J1 League.
Das italienische Wort fagiano im Namen bedeutet Fasan und spielt auf den legendären Pfirsichjungen Momotarō an, der von einem Buntfasan begleitet wurde.
Das Vereinsmaskottchen soll eben jenen Buntfasan darstellen.

## Geschichte
Nachdem der ehemals ansässige Kawasaki Steel Mizushima FC 1975 nach Kōbe ging und heute als Vissel Kobe spielt, wurde der Verein von alten Kawasaki Steel-Mitgliedern unter dem Namen River Free Kickers gegründet. Dieser spielte in den Ligen der Präfektur Okayama.
Im Jahr 2003 benannte sich der Club in Fagiano Okayama FC und verzeichnete erste Erfolge in der Präfektur-Liga. Im Jahr 2005 gelang der Aufstieg in die Chūgoku-Regionalliga. Zwei Jahre später bemühte Fagiano sich im Juli als erster Verein, der nicht in der Japan Football League spielte, erfolgreich um den Status eines sogenannten „außerordentlichen Mitglieds“ der J. League.
Nach dem Aufstieg in die JFL für die Saison 2008 erreichte der Verein die Qualifikationsränge für die J. League und schaffte den Aufstieg in die zweite Klasse der japanischen Profiliga. Dort etablierte man sich im Mittelfeld.
Ab dem Jahr 2021 schaffte es Fagiano Okayama mehrmals, die Saison in der oberen Tabellenhälfte abzuschließen und in der Saison 2022 sogar als Drittplatzierter an den Aufstiegs-Playoffs teilzunehmen, wobei der Aufstieg letztendlich verwehrt blieb. In der Saison 2024 schloss man die Saison als Fünfter ab, was erneut zur Teilnahme an den Aufstiegs-Playoffs berechtigte. Dieses Mal gelang es Fagiano Okayama, sich gegen die drei konkurrierenden Mannschaften durchzusetzen, sodass der Verein in der Saison 2025 erstmals in seiner Vereinsgeschichte in der J1 League starten wird.

## Fagiano Okayama Next
Die zweite Mannschaft von Fagiano Okayama wurde unter dem Namen Fagiano Okayama Next im Jahr 2009 mit dem Ziel, den Jugendspielern und Reservisten des J2-Teams mehr Spielpraxis zu verschaffen, gegründet. Die Mannschaft wurde auf Anhieb Meister der obersten Liga der Präfektur Okayama und stieg in die Chūgoku-Regionalliga auf.
Im Jahr 2012 qualifizierte Next sich durch einen 3. Platz im japanischen Amateurpokal für die nationale Regionalligen-Finalrunde, scheiterte dort jedoch knapp als Letztplatzierter der Finalgruppe. Nach dem Gewinn des Regionalligatitels ein Jahr später erreichte man abermals die Finalrunde, bei welcher dieses Mal als Zweiter der Endrunde der Sprung in die Japan Football League gelang. Dort konnte Fagiano Okayama Next jedoch nicht an die Form der vergangenen Jahre anknüpfen und belegte Plätze im unteren Drittel der Tabelle. Mitte 2016 verkündete der Stammverein auf dessen Webseite die Auflösung der Mannschaft zum Saisonende.

## Stadion

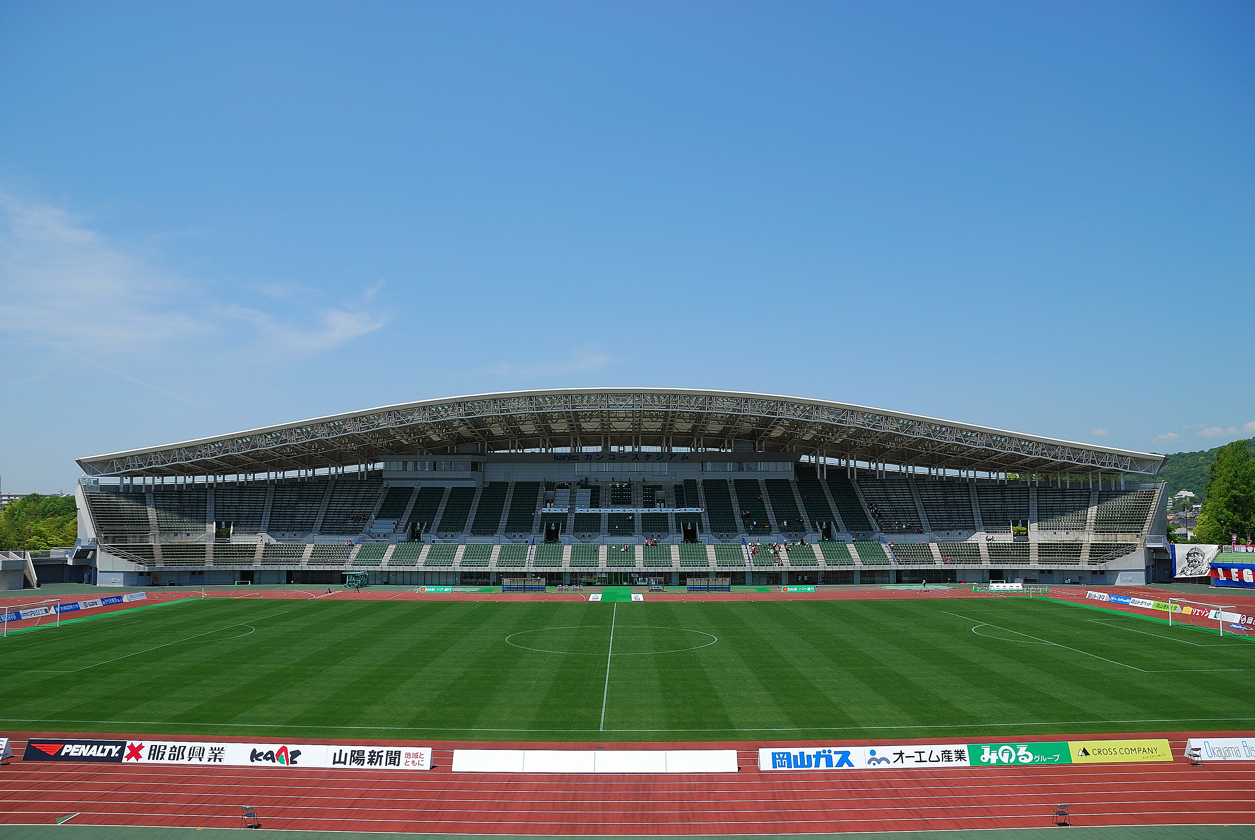
City Light Stadium

Der Verein trägt seine Heimspiele im City Light Stadium in Okayama in der Präfektur Okayama aus. Das Stadion, dessen Eigentümer die Präfektur Okayama ist, hat ein Fassungsvermögen von 20.000 Zuschauern.
Koordinaten: 34° 40′ 50,6″ N, 133° 55′ 10,2″ O

## Spieler
Stand: April 2025
| Nr. |           | Position | Name            |
| --- | --------- | -------- | --------------- |
| 1   | Japan     | TW       | Masato Sasaki   |
| 2   | Japan     | AB       | Yūgo Tatsuta    |
| 3   | Japan     | MF       | Kaito Fujii     |
| 4   | Japan     | AB       | Kaito Abe       |
| 5   | Japan     | AB       | Yasutaka Yanagi |
| 6   | Japan     | MF       | Yūji Wakasa     |
| 7   | Japan     | MF       | Ryō Takeuchi    |
| 8   | Japan     | MF       | Ataru Esaka     |
| 9   | Brasilien | ST       | Gleyson         |
| 11  | Japan     | ST       | Ryunosuke Ota   |
| 13  | Japan     | TW       | Junki Kanayama  |
| 14  | Japan     | MF       | Ryō Tabei       |
| 15  | Japan     | AB       | Kōta Kudō       |
| 16  | Japan     | MF       | Yoko Iesaka     |
| 17  | Japan     | MF       | Rui Sueyoshi    |
| 18  | Japan     | AB       | Daichi Tagami   |
| 19  | Japan     | MF       | Hiroto Iwabuchi |
| 20  | Japan     | AB       | Seiga Sumi      |

| Nr. |             | Position | Name                |
| --- | ----------- | -------- | ------------------- |
| 21  | Japan       | TW       | Kohei Kawakami      |
| 22  | Japan       | ST       | Kazunari Ichimi     |
| 23  | Japan       | MF       | Riku Saga           |
| 24  | Japan       | MF       | Ibuki Fujita        |
| 27  | Japan       | MF       | Takaya Kimura       |
| 28  | Japan       | MF       | Masaya Matsumoto    |
| 29  | Japan       | ST       | Keita Saitō         |
| 30  | Japan       | ST       | Kanshiro Suemune    |
| 31  | Japan       | AB       | Ryo Senda           |
| 33  | Japan       | MF       | Yuta Kamiya         |
| 39  | Japan       | MF       | Ryunosuke Sato      |
| 43  | Japan       | AB       | Yoshitake Suzuki    |
| 45  | Japan       | MF       | Noah Kenshin Browne |
| 49  | Deutschland | TW       | Svend Brodersen     |
| 50  | Japan       | AB       | Hijiri Katō         |
| 88  | Japan       | AB       | Takahiro Yanagi     |
| 99  | Brasilien   | ST       | Lucão               |

## Trainerchronik
| Trainer           | Nation | von             | bis               |
| ----------------- | ------ | --------------- | ----------------- |
| Satoshi Tezuka    | Japan  | 1. Januar 2007  | 31. Dezember 2009 |
| Masanaga Kageyama | Japan  | 1. Januar 2010  | 31. Dezember 2014 |
| Tetsu Nagasawa    | Japan  | 1. Februar 2015 | 31. Januar 2019   |
| Kenji Arima       | Japan  | 1. Februar 2019 | 31. Januar 2022   |
| Takashi Kiyama    | Japan  | 1. Februar 2022 | heute             |

## Saisonplatzierung
| Saison | Liga | Teams | Platz | Zuschauer | J. League Cup      | Kaiserpokal |
| ------ | ---- | ----- | ----- | --------- | ------------------ | ----------- |
| 2004   | OSL  | 12    | 1. ▲  |           | -                  | -           |
| 2005   | CSL  | 7     | 2.    |           | -                  | -           |
| 2006   | CSL  | 8     | 1.    |           | -                  | -           |
| 2007   | CSL  | 8     | 1. ▲  |           | -                  | -           |
| 2008   | JFL  | 18    | 4. ▲  |           | -                  | -           |
| 2009   | J2   | 18    | 18.   | 5.461     | -                  | 2. Runde    |
| 2010   | J2   | 19    | 17.   | 6.501     | -                  | 2. Runde    |
| 2011   | J2   | 20    | 13.   | 6.815     | -                  | 3. Runde    |
| 2012   | J2   | 22    | 8.    | 6.357     | -                  | 3. Runde    |
| 2013   | J2   | 22    | 12.   | 7.398     | -                  | 3. Runde    |
| 2014   | J2   | 22    | 8.    | 7.684     | -                  | 2. Runde    |
| 2015   | J2   | 22    | 11.   | 7.233     | -                  | 1. Runde    |
| 2016   | J2   | 22    | 6.    | 8.472     | -                  | 3. Runde    |
| 2017   | J2   | 22    | 13.   | 7.911     | -                  | 3. Runde    |
| 2018   | J2   | 22    | 15.   | 7.699     | -                  | 2. Runde    |
| 2019   | J2   | 22    | 9.    | 8.007     | -                  | 3. Runde    |
| 2020   | J2   | 22    | 17.   | 2.854     | -                  | -           |
| 2021   | J2   | 22    | 11.   | 4.153     | -                  | 3. Runde    |
| 2022   | J2   | 22    | 3.    | 7.065     | -                  | 2. Runde    |
| 2023   | J2   | 22    | 10.   | 8.495     | -                  | 3. Runde    |
| 2024   | J2   | 20    | 5. ▲  | 9.188     | 1. Runde (Runde 2) | 2. Runde    |
| 2025   | J1   | 20    |       |           |                    |             |

JFL: Japan Football League (4. Ligaebene)
CSL: Chugoku Soccer League (5. Ligaebene)
OSL: Okayama Soccer League (6. Ligaebene)